# Den Nationale Scene

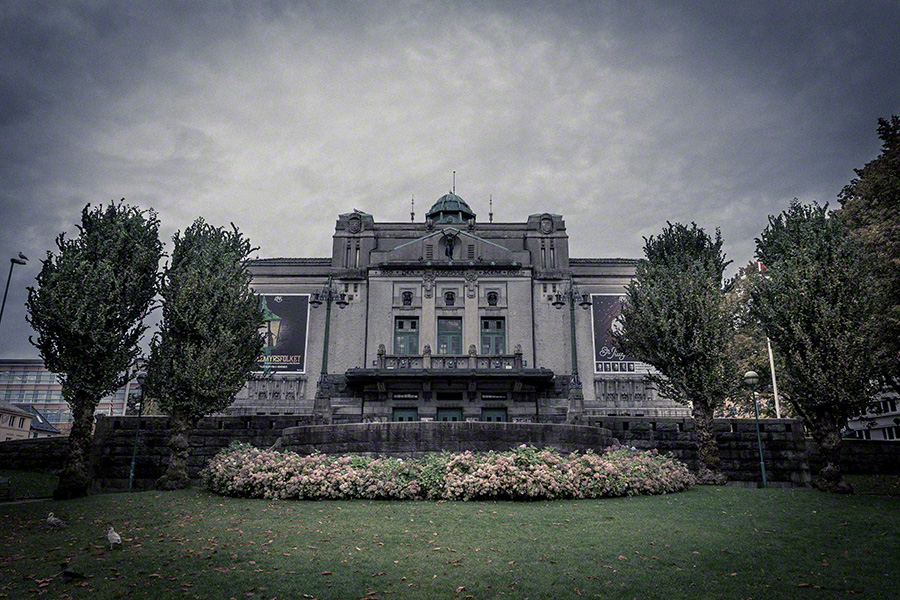
Den Nationale Scene

Den Nationale Scene (en español: La Escena Nacional) es el teatro más grande de Bergen, Noruega. Den Nationale Scene es también uno de los teatros permanentes más antiguos de Noruega.

## Historia

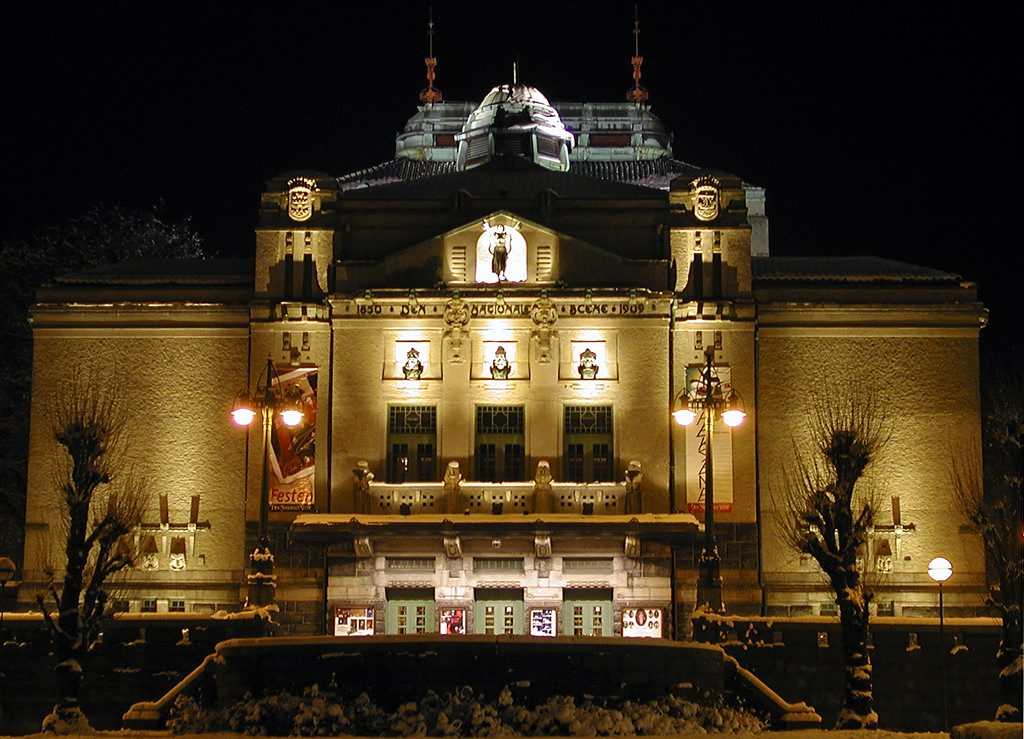
Den Nationale Scene de noche

Inaugurado bajo el nombre Det Norske Theater en 1850, el teatro tiene sus raíces en su fundación por iniciativa del violinista noruego Ole Bull. El teatro fue creado para desarrollar dramaturgos noruegos. Henrik Ibsen fue uno de los primeros escritores en residencia y directores artísticos del teatro y vio el estreno en Noruega de su primer drama realista contemporáneo The Pillars of Society (Samfundets støtter) el 30 de noviembre de 1877.
Inicialmente, el teatro se ubicó en el Komediehuset på Engen. En 1909, El Teatro Nacional se trasladó al nuevo edificio teatral en Engen. El edificio actual del teatro fue diseñado por Einar Oscar Schou, y se inauguró el 19 de febrero de 1909 con una producción de Erasmus Montanus de Ludvig Holberg. El rey Haakon VII de Noruega y la reina Maud asistieron al evento. Pronto se hizo evidente que el edificio era demasiado pequeño. En 1913, la compañía compró Ekserserhuset Jonsvoll para usarlo como almacén. En 1920, se construyó una extensión hacia el noroeste. A lo largo de los años, el edificio ha experimentado grandes cambios, ampliaciones, renovaciones, restauraciones y modernización técnica del escenario. El vestíbulo y la sala fueron destruidos durante la Segunda Guerra Mundial, y solo fueron restaurados temporalmente.
El teatro experimentó un punto álgido antes de la guerra durante el período 1934-39 bajo la dirección de Hans Jacob Nilsen. Especialmente notable fue el estreno en 1935 de la obra Vår ære og vår makt ("Nuestro honor y nuestro poder") de Nordahl Grieg.
En 2001, el edificio fue restaurado casi a su forma original. Hoy en día, el teatro alberga tres escenarios/espacios y presenta aproximadamente 20 producciones al año, tanto clásicos internacionales y nacionales, musicales y dramas contemporáneos, como teatro infantil. Desde 1993, el teatro es propiedad del estado.

## Directores del teatro

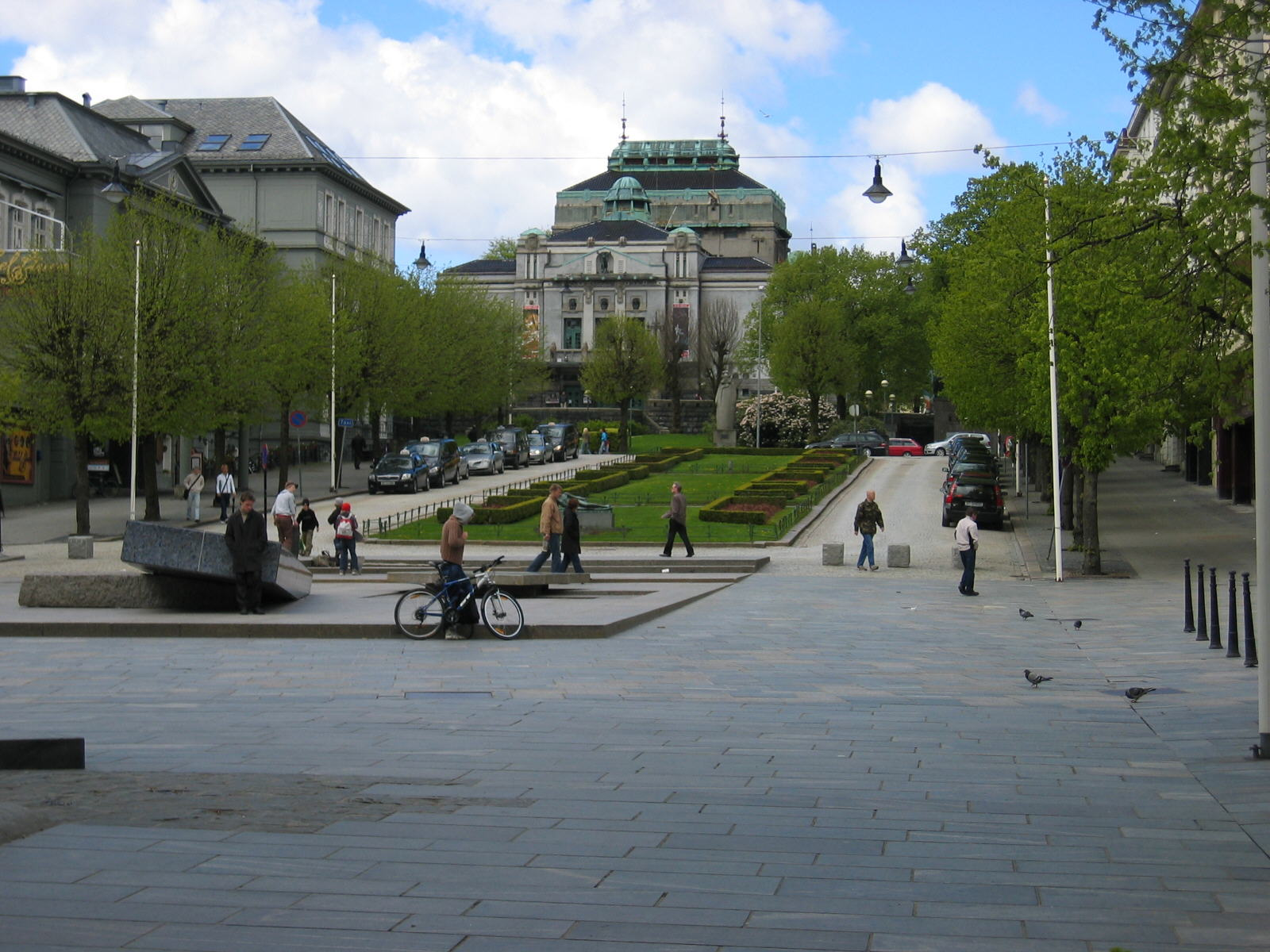
Ole Bull's Plass and Den Nationale Scene in Bergen Norway

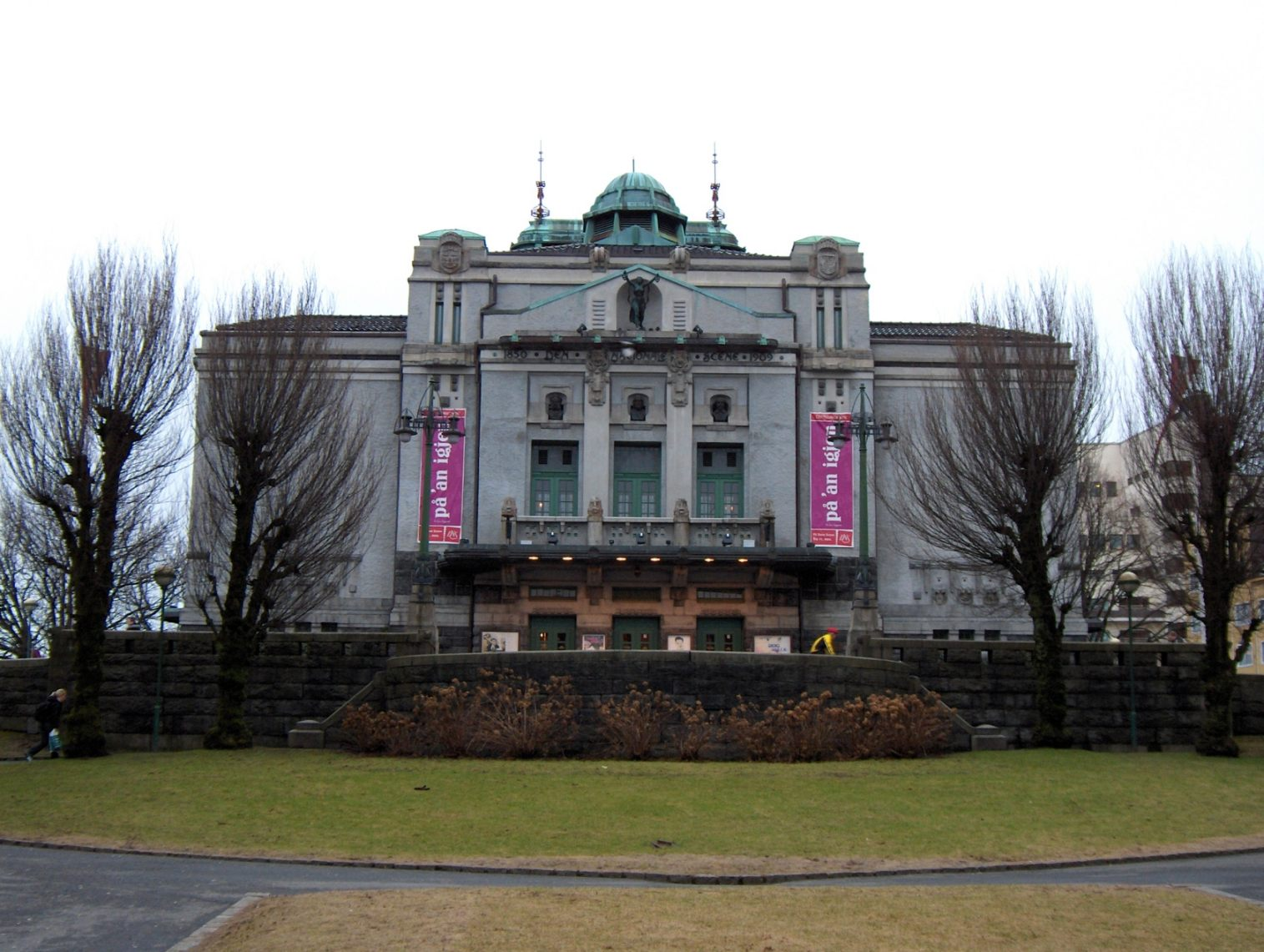
Den Nationale Scene in Bergen

- 1876–1879 Nils Wichstrøm
- 1879–1880 Johan Bøgh
- 1880–1881 John Grieg
- 1881–1884 Johan Bøgh
- 1884–1888 Gunnar Heiberg
- 1888–1889 Henrik Jæger
- 1889–1890 Otto Valseth
- 1890–1895 Johan Irgens-Hansen
- 1895–1898 Olaf Hansson
- 1899–1900 Hans Aanrud
- 1900–1905 Gustav Thomassen
- 1905–1907 Anton Heiberg
- 1908–1909 Olaf Hansson
- 1910–1924 Ludvig Bergh
- 1924–1925 Christian Sandal
- 1925–1931 Thomas Thomassen
- 1931–1934 Karl Bergmann
- 1934–1939 Hans Jacob Nilsen
- 1939–1946 Egil Hjorth-Jenssen
- 1946–1948 Stein Bugge
- 1948–1952 Georg Løkkeberg
- 1952–1961 Per Schwab
- 1961–1963 Bjarne Andersen
- 1963–1967 Gisle Straume
- 1967–1976 Knut Thomassen
- 1976–1982 Sven Henning
- 1982–1986 Kjetil Bang-Hansen
- 1986–1996 Tom Remlov
- 1996–1997 Ketil Egge
- 1997 Aksel-Otto Bull
- 1998 Lars Arrhed
- 1998–2001 Bentein Baardson
- 2001–2007 Morten Borgersen
- 2008–2012 Bjarte Hjelmeland
- 2012–2019 Agnete Haaland
- 2020–2023 Stefan Larsson
- 2023– Solrun Toft Iversen